# Myron
Myron ist ein männlicher Vorname.

## Herkunft und Bedeutung
Der Name Myron ist griechischen Ursprungs und wurde in der Antike erstmals verwendet. Heute ist er vor allem im englischen Sprachraum gebräuchlich, insbesondere in den Vereinigten Staaten.

## Namenstag
- 8. August, Hl. Myron, Bischof auf Kreta, Wundertäter. In den Actae Sanctorum verzeichnet sowie im vorkonziliaren Martyrologium Romanum von 1956.
- 17. August

## Namensträger

### Historische Zeit
- Myron (5. Jahrhundert vor Chr.), griechischer Bildhauer
- Myron I. von Sikyon (6. Jahrhundert vor Chr.), Tyrann in Sikyon (2. Hälfte des 6. Jahrhunderts vor Chr.)
- Myron von Kyzikos, Märtyrer und Heiliger der orthodoxen Kirche
- Myron von Priene (3. Jahrhundert vor Chr.), griechischer Kriegsschriftsteller

### Neuzeit
- Myron Joseph Cotta (* 1953), US-amerikanischer Bischof
- Myron Levoy (1930–2019), US-amerikanischer Schriftsteller
- Myron Prinzmetal (1908–1987), US-amerikanischer Kardiologe
- Myron Romanul (* 1954), US-amerikanischer Klassischer Pianist und Dirigent
- Myron S. Scholes (* 1941), kanadischer Wirtschaftswissenschaftler und Nobelpreisträger
- Myron Tarnawskyj (1869–1938), ukrainischer General
- Myron Walden (* 1973), US-amerikanischer Jazzmusiker

## Musik
- Myron (Band), Schweizer Pop-Rock-Duo